# إيداع مباشر
في مجال الخدمات المصرفية ، يمثل الإيداع المباشر (أو الائتمان المباشر ) وديعة نقود من قبل دافع مباشرةً في الحساب المصرفي للمستفيد . يتم إجراء الإيداعات المباشرة بشكل شائع من قبل الشركات في دفع الرواتب والأجور ودفع حسابات الموردين ، ولكن يمكن استخدامها للمدفوعات لأي غرض ، مثل دفع الفواتير والضرائب والرسوم الحكومية الأخرى. يتم إجراء الإيداعات المباشرة بشكل شائع عن طريق التحويلات الإلكترونية للأموال التي تتم باستخدام الأنظمة المصرفية عبر الإنترنت والجوال والهاتف ، ولكن يمكن أن تتأثر أيضًا بالإيداع الفعلي للأموال في الحساب المصرفي للمستفيد. 
عند إجراء إيداع مباشر عن طريق التحويل الإلكتروني للأموال ، يقوم الدافع عادةً بإدخال معلومات مرجعية لتمكين المستفيد من التعرف بسهولة على من قام بالإيداع وأي حساب ائتماني. قد يكون المرجع هو رقم الحساب أو رقم الفاتورة أو اسم الدافع أو أي تعريف ذي معنى آخر. لضمان أن يكون المستفيد على علم بالوديعة ، يجب على دافع المتابعة بشكل عام عن طريق إرسال مشورة حول التحويل إلى المستفيد. 
غالبًا ما تكون وسيلة الإيداع المباشر معروفة بشكل أفضل من خلال أنظمة الدفع الخاصة بكل بلد والتي تستخدم لإجراء هذه المدفوعات ، على سبيل المثال: 
- جيرو في معظم أوروبا ،
- شبكة ACH (ACH) في الولايات المتحدة ،
- الدخول المباشر في أستراليا.

## بدائل للإيداع المباشر
في الحالات التي لا يكون فيها لمتلقي الأموال حساب مصرفي بينما يكون الدافع ملزماً بالدفع عن طريق التحويل الإلكتروني للأموال ، يلزم إجراء ترتيبات دفع بديلة. على سبيل المثال ، فرض القانون الفيدرالي الأمريكي لعام 1996 على الحكومة الفيدرالية إتاحة المدفوعات الإلكترونية ، مثل الإيداع المباشر ، بحلول عام 1999. كجزء من تنفيذه ، اتفقت وزارة الخزانة الأمريكية مع بنك Comerica و ماستر كارد في عام 2008 لتقديم بطاقة الخصم المباشر المدفوعة مسبقًا Direct Express Debit من ماستر كارد . يمكن استخدام البطاقة لإجراء الدفعات لمستلمي المزايا الفيدرالية الذين ليس لديهم حساب بنكي. 